# ナーダ・コモ・エル・ソル
ナーダ・コモ・エル・ソル（ Nada Como el Sol ）は、1988年2月8日にリリースされたスティングのアルバム。前作ナッシング・ライク・ザ・サンから5曲を選び、スペイン語とポルトガル語(「フラジャイル」)の歌詞で録音したアルバムである。

## 収録曲
1. Mariposa Libre[2][3] (リトル・ウイング - Little Wing) 4:54
2. Fragile[2][3] (フラジャイル - Fragile、ポルトガル語) 3:50
3. Si Estamos Juntos[2][3] (ウイル・ビー・トゥゲザー - We'll Be Together) 4:16
4. Ellas Danzan Solas (Cueca Solas)[2][3] (孤独なダンス - They Dance Alone(Cueca Solo)) 7:17
5. Fragilidad[2][3] (フラジャイル - Fragile) 3:52